# Relación íntima
Una relación íntima es una relación interpersonal que implica intimidad física o emocional. Además, una relación íntima es normalmente una relación de carácter sexual, también puede ser una relación no sexual que implique a familiares, amigos o conocidos.
La intimidad emocional comprende sentimientos de agrado mutuo o amorosos con una o más personas, y puede dar lugar a intimidad física. La intimidad física se caracteriza por el amor romántico, actividad sexual, u otro vínculo pasional. Estas relaciones desempeñan un rol central en el conjunto de las experiencias humanas. Los humanos poseen un deseo general de pertenencia y amar, el cual generalmente es satisfecho dentro del ámbito de una relación íntima. Estas relaciones permiten que una serie de lazos sociales se establezcan entre las personas y creando fuertes vínculos emocionales.

## Intimidad
La intimidad comprende el sentimiento de estar en una asociación personal próxima y de pertenencia mutua. Es un tipo de conexión social familiar y muy cerrada entre sus miembros como consecuencia de una unión que se establece bajo el conocimiento y experiencia del otro. La intimidad genuina en las relaciones humanas requiere de diálogo, transparencia, vulnerabilidad, y reciprocidad. Dalton (1959) analizó como los investigadores de antropología y etnografía acceden a  "información interna" de un conjuntop social particular mediante el establecimiento de redes de contactos íntimos capaces (y deseosos) de proveer información que no puede ser obtenida a través de canales formales.

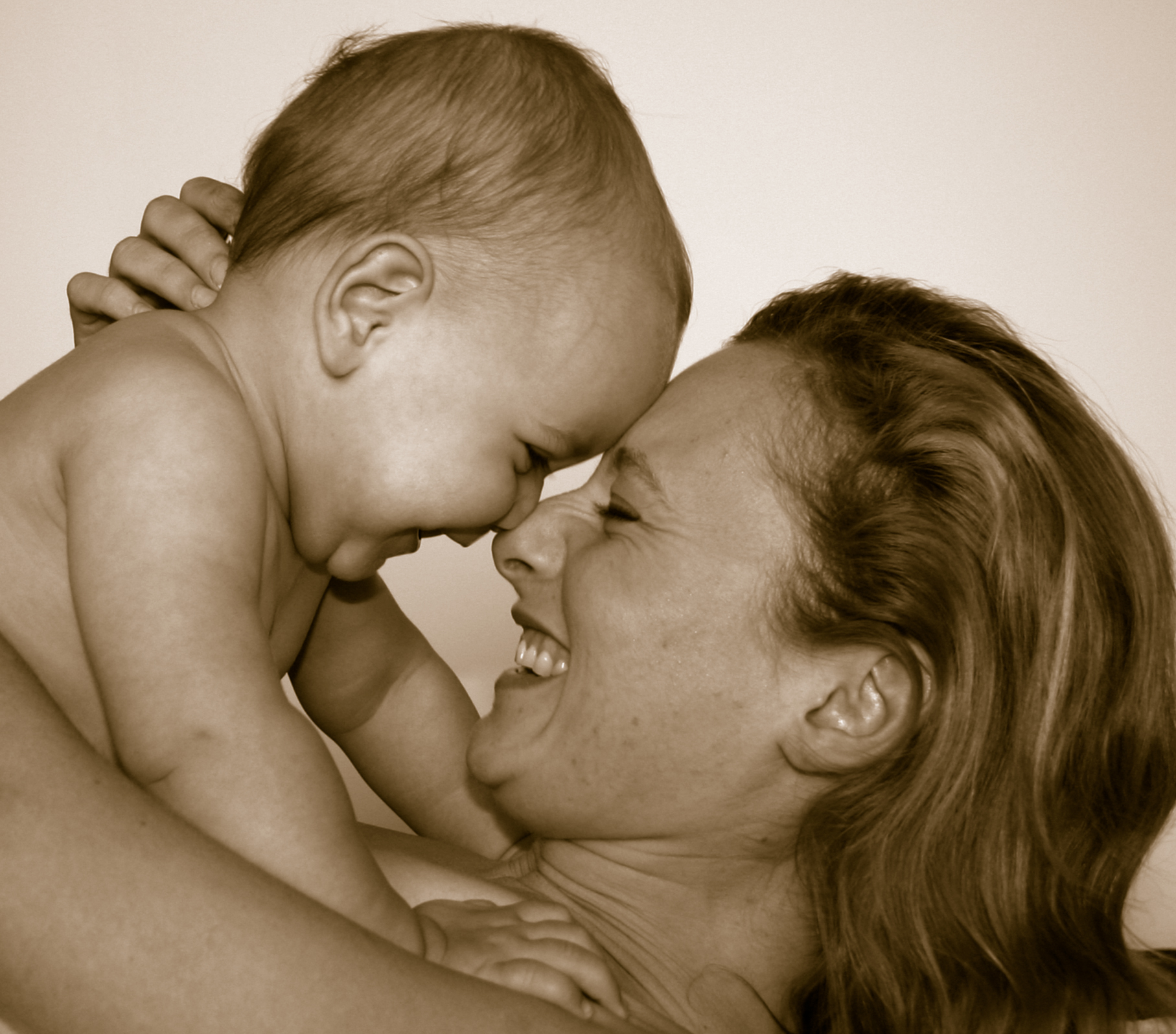
Conexión entre una madre y su hijo.

En las relaciones humanas, el significado y el nivel de intimidad varía dentro y entre las relaciones. En la investigación antropológica, la intimidad se considera el producto de una seducción exitosa, un proceso de construcción de compenetración que permite a las partes revelar con confianza pensamientos y sentimientos previamente ocultos. Las conversaciones íntimas se convierten en la base de las "confidencias" (conocimientos secretos) que unen a las personas.
Mantener la intimidad durante un tiempo prolongado implica una conciencia emocional e interpersonal bien desarrollada. La intimidad implica la capacidad de estar a la vez separados y juntos como participantes en una relación íntima. Murray Bowen llamó a esto "autodiferenciación", que da lugar a una conexión en la que hay una gama emocional que implica tanto un conflicto robusto como una lealtad intensa. La falta de capacidad para diferenciarse del otro es una forma de simbiosis, un estado que es diferente de la intimidad, aunque los sentimientos de cercanía sean similares.
El comportamiento íntimo une a los miembros de la familia y a los amigos íntimos, así como a los enamorados. Se desarrolla a través de la auto-revelación recíproca y la sinceridad. Unas habilidades deficientes en el desarrollo de la intimidad pueden llevar a acercarse demasiado rápido; a luchar por encontrar el límite y mantener la conexión; a ser poco hábil como amigo, a rechazar la autodivulgación o incluso a rechazar las amistades y a quienes las tienen. Las consecuencias psicológicas de los problemas de intimidad se encuentran en los adultos que tienen dificultades para formar y mantener relaciones íntimas.  Los individuos suelen experimentar las limitaciones humanas de sus parejas, y desarrollan un miedo a las consecuencias adversas de las relaciones íntimas interrumpidas.  Los estudios demuestran que el miedo a la intimidad está relacionado negativamente con el confort, con la cercanía emocional y con la satisfacción en las relaciones, y positivamente con la soledad y la ansiedad de rasgo.
El modelo de interdependencia de Levinger y Snoek divide el desarrollo de una relación íntima en cuatro etapas: la primera es la etapa de contacto cero, en la que no hay contacto entre las dos partes de la relación; la segunda etapa es de conocimiento, lo que significa que las partes no tienen ningún contacto superficial o profundo entre sí, sino que sólo se conocen; la tercera etapa es de contacto superficial, en la que ambas partes se conocen y han tenido un contacto superficial; la cuarta etapa de fase de coexistencia (mutualidad), se refiere a que la dependencia mutua ha aumentado mucho, así como que existe un contacto profundo.
Los estudiosos distinguen entre diferentes formas de intimidad, incluyendo la física, la emocional, la cognitiva, y la espiritual.

## Beneficios

### Bienestar psicológico

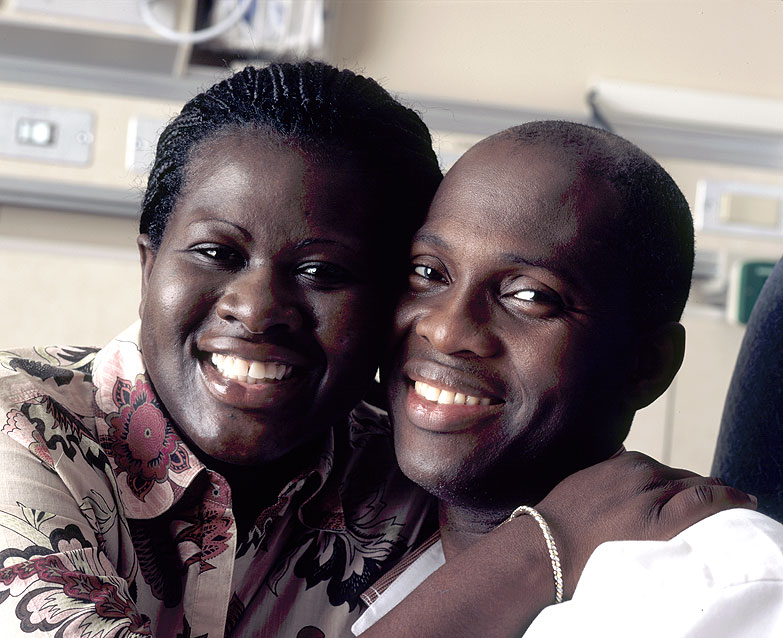
Las relaciones íntimas influyen en el bienestar.

Las relaciones íntimas repercuten en la felicidad y en la satisfacción con la vida. Mientras que las personas con mejor salud mental tienen más probabilidades de entablar relaciones íntimas, las propias relaciones también tienen un impacto positivo en la salud mental incluso después de controlar el efecto de selección.  En general, el matrimonio y otros tipos de relaciones íntimas comprometidas se vinculan sistemáticamente con aumentos de la felicidad. Además, debido a la naturaleza interdependiente de las relaciones, la satisfacción vital de uno de los miembros de la pareja influye y predice el cambio en la satisfacción vital de la otra persona incluso después de controlar la calidad de la relación. 

#### Apoyo social
El apoyo social de una pareja íntima es beneficioso para hacer frente al estrés y a acontecimientos vitales significativos. Tener una relación cercana con alguien que se percibe como receptivo y validador ayuda a aliviar el impacto negativo del estrés,   y las actividades compartidas con la pareja ayudan a regular las emociones asociadas a las experiencias estresantes. El apoyo a las experiencias positivas también puede mejorar la calidad de las relaciones y aumentar las emociones positivas compartidas entre las personas. Cuando una persona responde de forma activa y constructiva a que su pareja comparta buenas noticias (un proceso denominado "capitalización"), aumenta el bienestar para ambos individuos.

#### Intimidad sexual
En las relaciones íntimas que son sexuales, la satisfacción sexual está estrechamente ligada a la satisfacción general de la relación. El sexo promueve la intimidad, aumenta la felicidad, proporciona placer y reduce el estrés. Los estudios demuestran que las parejas que tienen relaciones sexuales al menos una vez por semana informan de un mayor bienestar que las que las tienen menos de una vez por semana. Las investigaciones sobre sexualidad humana revelan que los ingredientes de un sexo de calidad son sentirse conectado con la pareja, una buena comunicación, vulnerabilidad y estar presente en el momento. El sexo de alta calidad en las relaciones íntimas puede fortalecer tanto la relación como mejorar el bienestar de cada individuo implicado.

### Salud física
Las relaciones íntimas de alta calidad tienen un impacto positivo en la salud física, y las asociaciones entre las relaciones cercanas y los resultados de salud que implican el cardiovascular, inmunitario, y endocrino sistemas han sido identificados consistentemente en la literatura científica.  y la calidad de la relación influye en las respuestas inflamatorias como la expresión de citoquinas y señalización intracelular.   Además, las parejas íntimas son una fuente importante de apoyo social para fomentar comportamientos saludables como el aumento de la actividad física y dejar de fumar.  La actividad sexual y otras formas de intimidad física también contribuyen positivamente a la salud física, mientras que el conflicto entre parejas íntimas impacta negativamente en los sistemas inmunológico y endocrino y puede aumentar la presión arterial. Los experimentos de laboratorio demuestran la relación entre el apoyo de la pareja y la salud física. En un estudio que evaluaba la recuperación de las heridas y la inflamación, las personas con relaciones muy conflictivas y hostiles se recuperaban de las heridas más lentamente que las personas con relaciones poco hostiles. La presencia o la presencia imaginaria de una pareja íntima puede incluso influir en el dolor percibido. En estudios de resonancia magnética funcional, los participantes que ven una imagen de su pareja íntima informan de menos dolor en respuesta a un estímulo en comparación con los participantes que ven la foto de un extraño.  En otro estudio de laboratorio, las mujeres que recibieron un mensaje de texto de su pareja mostraron una respuesta cardiovascular reducida al Trier Social Stress Test, un paradigma que induce al estrés.